# Jan Kułakowski

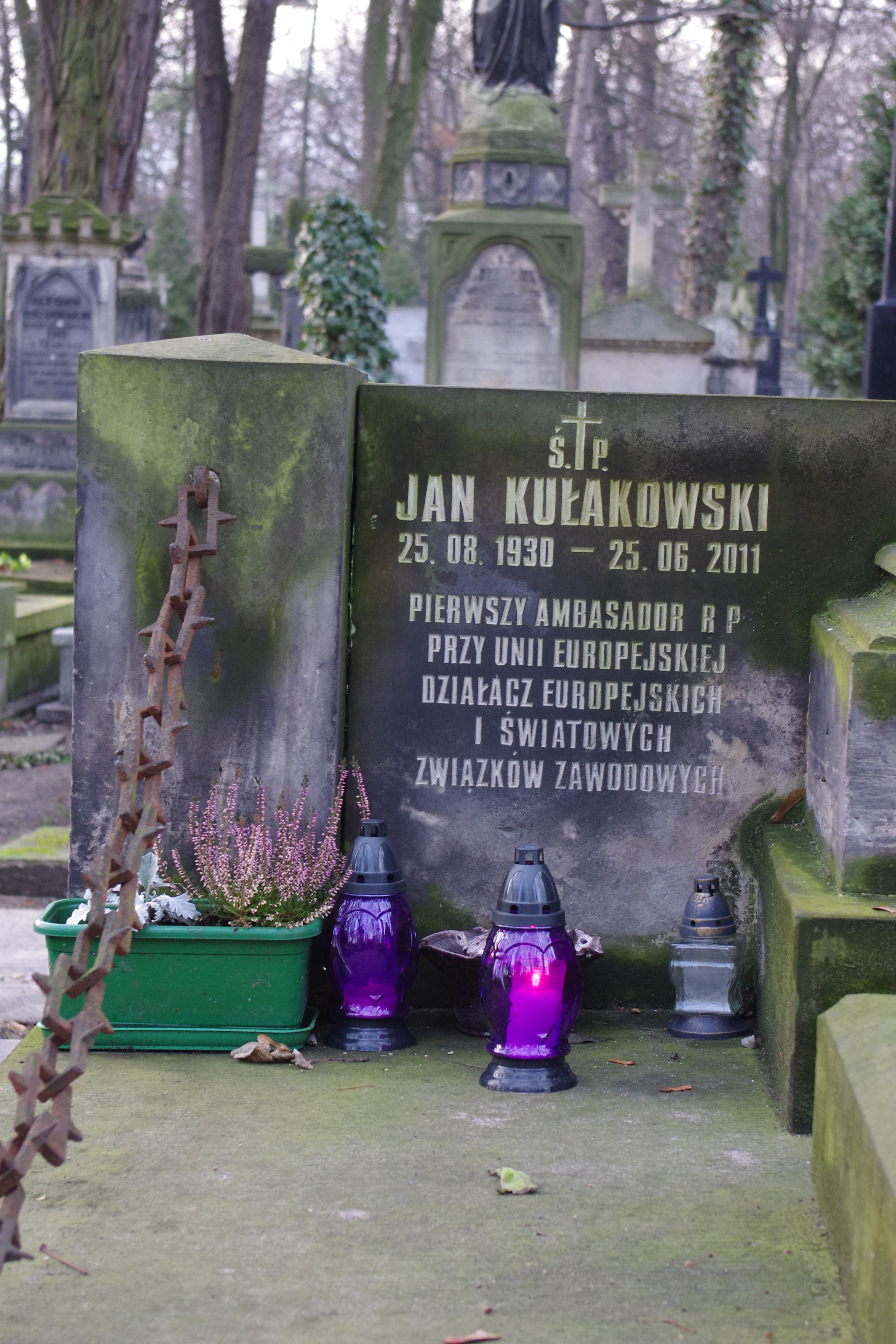
Nagrobek Jana Kułakowskiego na Starych Powązkach w Warszawie

Jan Jerzy Kułakowski (ur. 25 sierpnia 1930 w Myszkowie, zm. 25 czerwca 2011 w Warszawie) – polski polityk, prawnik, dyplomata i związkowiec. Pełnomocnik rządu do spraw negocjacji Polski z Unią Europejską, w latach 2004–2009 poseł do Parlamentu Europejskiego VI kadencji. Kawaler Orderu Orła Białego.

## Życiorys
Był synem Konrada. Brał udział w powstaniu warszawskim, był łącznikiem i sanitariuszem w pułku AK Baszta. W 1946 wyemigrował do Belgii. W latach 1948–1953 studiował prawo na Katolickim Uniwersytecie w Lowanium, gdzie doktoryzował się w zakresie prawa.
Od 1954 jako członek sekretariatu generalnego Międzynarodowej Konfederacji Chrześcijańskich Związków Zawodowych prowadził negocjacje z autorytarnymi rządami w celu uwolnienia z więzień osób represjonowanych za działalność związkową. Od 1958 był sekretarzem, a od 1962 sekretarzem generalnym europejskiej organizacji Międzynarodowej Konfederacji Chrześcijańskich Związków Zawodowych, a następnie europejskiej organizacji Światowej Konfederacji Pracy. Pełnił funkcję sekretarza generalnego Światowej Konfederacji Pracy w latach 1974–1988.
W latach 1990–1996 zajmował stanowisko ambasadora nadzwyczajnego i pełnomocnego oraz szefa Misji Rzeczypospolitej Polskiej przy Wspólnotach Europejskich w Brukseli. W rządzie Jerzego Buzka w 1998 objął nowo powstałe stanowisko sekretarza stanu w Kancelarii Prezesa Rady Ministrów i pełnomocnika ds. negocjacji Polski z Unią Europejską, zasiadał w Komitecie Integracji Europejskiej i Narodowej Radzie Integracji Europejskiej. Był członkiem Królewskiego Instytutu Stosunków Międzynarodowych w Belgii.
13 czerwca 2004 został wybrany do Parlamentu Europejskiego jako bezpartyjny kandydat z listy Unii Wolności w okręgu wyborczym obejmującym województwo wielkopolskie. W Europarlamencie VI kadencji zasiadał w grupie Porozumienia Liberałów i Demokratów na rzecz Europy, pracował w Komisji Zatrudnienia i Spraw Socjalnych. W 2005 przystąpił do powstałej z przekształcenia UW Partii Demokratycznej, zasiadał przez pewien okres w radzie politycznej tego ugrupowania. W 2009 nie ubiegał się o reelekcję w kolejnych wyborach europejskich.
Pełnił funkcję wiceprzewodniczącego Stowarzyszenia Francja-Polska dla Europy, należał do Rady Fundatorów Polskiej Fundacji im. Roberta Schumana. Był autorem i współautorem licznych raportów, dokumentów, artykułów i opracowań poświęconych problematyce międzynarodowego ruchu związkowego oraz zagadnieniom wynikającym ze stosunków Unia Europejska – Polska. Jest bohaterem wywiadu-rzeki Spotkania na Bagateli.
Był żonaty z neuropediatrą Zofią Kułakowską, która w 2013 przekazała do zasobu Archiwum Akt Nowych część dokumentów dotyczących około 60 lat działalności męża. Miał trzy córki: Krystynę, Barbarę i Elżbietę.
Zmarł w warszawskim Centralnym Szpitalu Klinicznym MSWiA. Pogrzeb Jana Kułakowskiego odbył się 1 lipca 2011 w sanktuarium św. Andrzeja Boboli w Warszawie, pochowany został na cmentarzu Powązkowskim w Warszawie (kwatera 2–5–9/10).

## Odznaczenia i wyróżnienia
Ordery i odznaczenia
- Order Orła Białego (2002)[8]
- Krzyż Komandorski z Gwiazdą Orderu Odrodzenia Polski (1995)[9]
- Kawaler Legii Honorowej (Francja)[10]
- Wielki Oficer Narodowego Orderu Zasługi (Francja)
- Wielki Oficer Orderu Leopolda II (Belgia)[11]

Nagrody i wyróżnienia
- Tytuł honorowego członka NSZZ „Solidarność” – Solidarni z Solidarnością (1995)[12]
- Polska Nagroda Europejska przyznana przez Polską Fundację im. Roberta Schumana (1996)
- Nagroda Kisiela (2001)[13]